# شهرستان سمیل

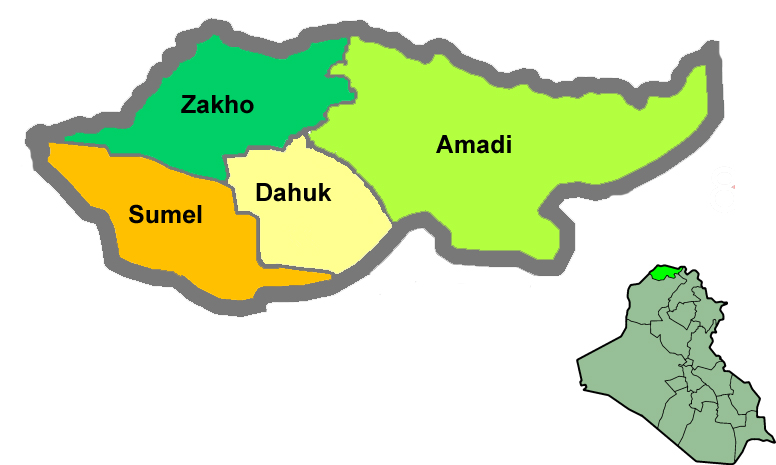
ولسوالی دهوک

شهرستان سمیل (انگلیسی: Semel District) یکی از چهار شهرستانی است که استان دهوک را تشکیل می‌دهد.

### شهرها
- سمیل
- باتيلی
- فايده